# Villambistia
Villambistia község Spanyolországban, Burgos tartományban. Villambistia Belorado, Tosantos, Villafranca Montes de Oca, Espinosa del Camino és Valle de Oca községekkel határos. Lakosainak száma 43 fő (2024).

## Népesség
A település népessége az utóbbi években az alábbiak szerint változott:
| Lakosok száma | 67   | 65   | 59   | 54   | 47   | 45   | 44   | 44   | 44   | 43   |
|               | 2001 | 2004 | 2006 | 2009 | 2011 | 2014 | 2016 | 2019 | 2021 | 2024 |